# Trace (chimie)
Pour les articles homonymes, voir Trace.
En chimie analytique, une trace est un produit présent en très faible quantité.
La notion de « très faible quantité » est variable selon les problèmes considérés, et dépend :
- des possibilités de détection des méthodes d'analyse : voir l'article Limite de détection ;
- de l'influence du composé : par exemple en toxicologie, une trace peut être la preuve résiduelle d'une intoxication après élimination du produit par l'environnement ou l'organisme, ou bien une très faible teneur dénotant un début d'intoxication ;
- de la législation : les normes et règlements fixent parfois des teneurs maximales de certains composés.

Le terme « trace » est en général utilisé lorsque la teneur fait que le composé est difficile à détecter, ou bien lorsque cette teneur est très inférieure aux teneurs « habituelles ». La notion de trace peut désigner des teneurs de l'ordre du pour mille (‰ ou 0,1 %), de la partie par million (ppm, mg/L pour les solutions aqueuses) ou de la partie par milliard (ppb, µg/L), voire de la partie par billion (ppt, ng/L), donc des teneurs très variables.
Pour les concentrations inférieures à une partie par million (ppm), on parle généralement d'ultratraces.